# MissionForce: CyberStorm
MissionForce: CyberStorm est un jeu vidéo de stratégie au tour par tour développé par Dynamix et édité par Sierra Entertainment, sorti en 1996 sur Windows.

## Accueil
| MissionForce: CyberStorm |      |       |
| Média                    | Pays | Notes |
| Computer Gaming World    | US   | 3.5/5 |
| GameSpot                 | US   | 89 %  |
| Gen4                     | FR   | 3/6   |
| Joystick                 | FR   | 80 %  |